# Johann Martin Maximilian Einzinger von Einzing

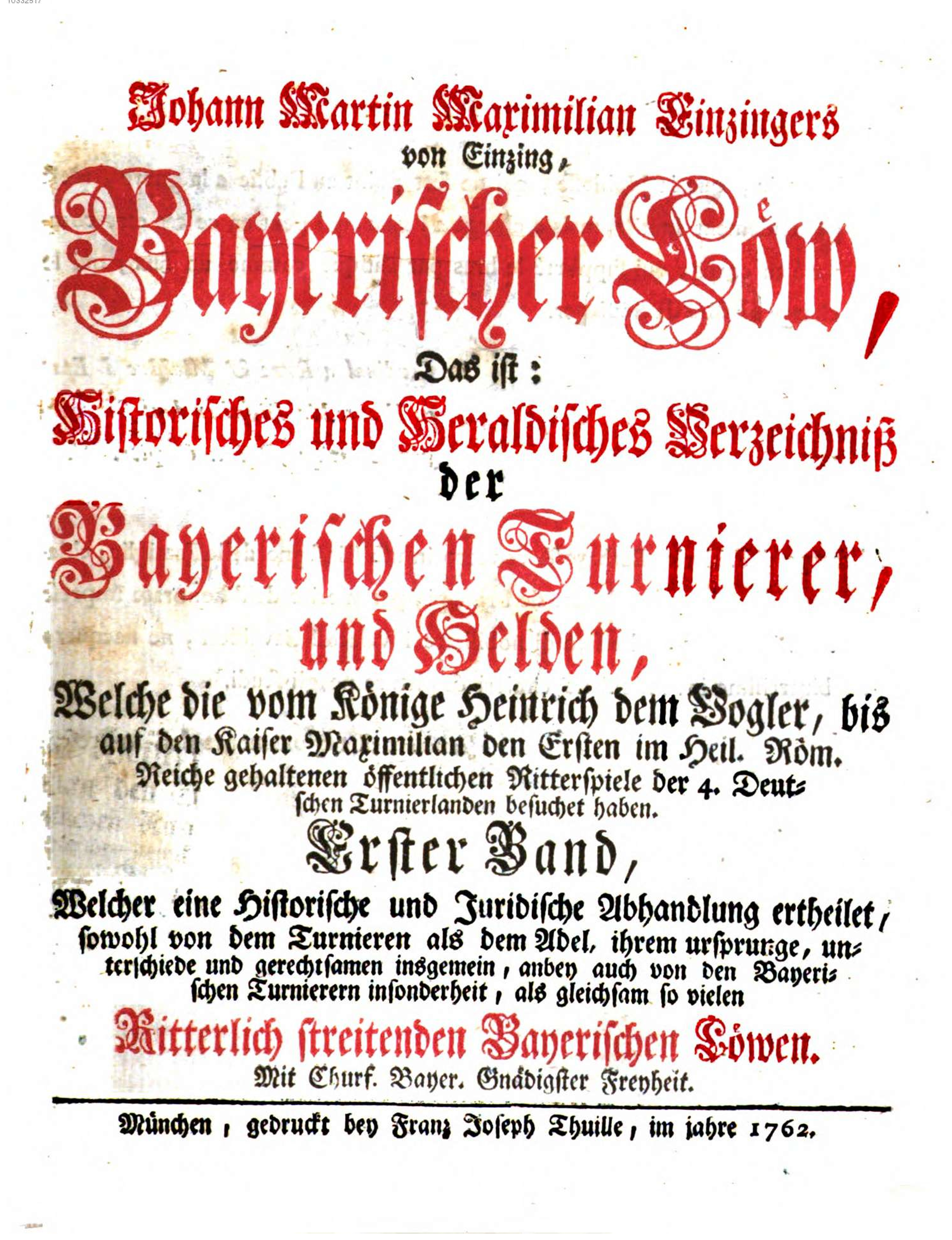
Titelseite von: Bayerischer Löw

Johann Martin Maximilian Einzinger von Einzing (* 8. Juni 1725 in Passau; † 14. September 1798 in München) war ein deutscher Jurist und Schriftsteller.
Er studierte zuerst in München Philosophie und Theologie, dann in Ingolstadt die Rechte und wurde schließlich in München als öffentlicher Notar angestellt. Er schrieb über philosophische, historische und politische Gegenstände und versuchte sich auch als Theaterdichter. Sein bedeutendstes Werk ist eine bayerische Adelshistorie: „Bayerischer Löw“ (1762 in zwei Bänden).